# Sherab Tharchin
Sherab Tharchin foi um Desi Druk do Reino do Butão (reinou em Thimphu) entre 1856 e 1861. Foi antecedido no trono por Kunga Palden, tendo-lhe seguido Phuntsho Namgyal.